# 4ocean

The 4ocean Beaded Bracelet

4ocean (с англ. — «За океан») — американская компания, очищающая океан от мусора. Финансируется за счет продажи вещей, сделанных из собранного пластика. Компания обязуется убрать полкилограмма мусора из океана и с побережья за каждый проданный браслет. Помимо браслетов они продают бутылки для напитков и различную одежду. Компания работает в США, на Бали и в Гаити.

## История
Алекс Шульц и Эндрю Купер основали 4ocean в 2017 году во время поездки на Бали. Они были поражены, видя как рыбаки с трудом пытаются проплыть через горы мусора, чтобы попасть в более чистую воду.
К январю 2019 года в компании работало около 200 человек.
За два года им удалось очистить океан от более чем тысячи тонн мусора.

## Награды
- 4ocean выиграла приз журнала Surfer «Agent of Change Award»[6].
- Основатели 4ocean были перечислены журналом Forbes в списке «Forbes 30 Under 30» в категории «Социальные предприниматели»[7]
- 4ocean установили новый мировой рекорд за «Крупнейшую очистку под водой» в 2019 г. — 633 дайвера[8][9].